# 下载管理器
下载管理器是管理从互联网下载电脑文件的软件工具。许多网页浏览器都有简单的内置下载管理器。还有各种更复杂的独立工具。